# Ковальчик, Игнас
Игна́тц Кова́льчик (пол. Ignace Kowalczyk; 29 декабря 1913, Кастроп-Рауксель, Пруссия — 27 марта 1996, Арн) — французский футболист и футбольный тренер, участник чемпионата мира 1938 года.

## Биография

### Ранние годы
Ковальчик был по происхождению поляком. В 1919 году вместе с родителями переехал во Францию, в которой прошла вся его футбольная карьера.

### Клубная карьера
Ковальчик начал карьеру в клубе «Ланс», в котором играл в течение двух сезонов. В 1933 году стал игроком клуба «Валансьен», в котором играл в течение трёх сезонов. Следующим его клубом в карьере стал «Марсель», в составе которого в 1937 году Ковальчик стал чемпионом Франции.
В 1937 году Ковальчик перешёл в «Мец», в составе которого играл в течение двух сезонов. Его футбольная карьера была приостановлена из-за начавшейся Второй мировой войны. В 1943 году Ковальчик стал членом команды «Реймс-Шампань». В следующем сезоне присоединился к клубу «Реймс», в составе которого играл в течение одного сезона.
В 1945 году стал игроком клуба «Мец», в котором играл в течение четырёх сезонов, сыграв за команду в чемпионате более 100 матчей. В этом же клубе в 1949 году Ковальчик завершил карьеру игрока.

### Карьера в сборной
В составе сборной Франции был участником чемпионата мира 1938 года, но на турнире не играл. Всего за сборную Франции сыграл пять матчей, в которых забил один мяч.

### Тренерская карьера
С 1949 по 1950 год Ковальчик работал главным тренером клуба «Мец».

### Смерть
Скончался 27 марта 1996 года в возрасте 82 лет.

## Достижения
«Олимпик Марсель»
- Чемпион Франции (1): 1936/37